# 上海板球俱乐部
上海拍球總會（Shanghai Cricket Club）是一家位于中国上海歷史上的板球俱乐部。總會成立于1863年，它的首座球场位于当时上海跑马总会的赛道中央。總會自1948年中断运营。
1994年在上海的外僑建立了新的上海板球俱樂部（英文名稱與原拍球總會相同），并于数年后搬到浦东目前使用的球场。

## 历史

### 1949年之前

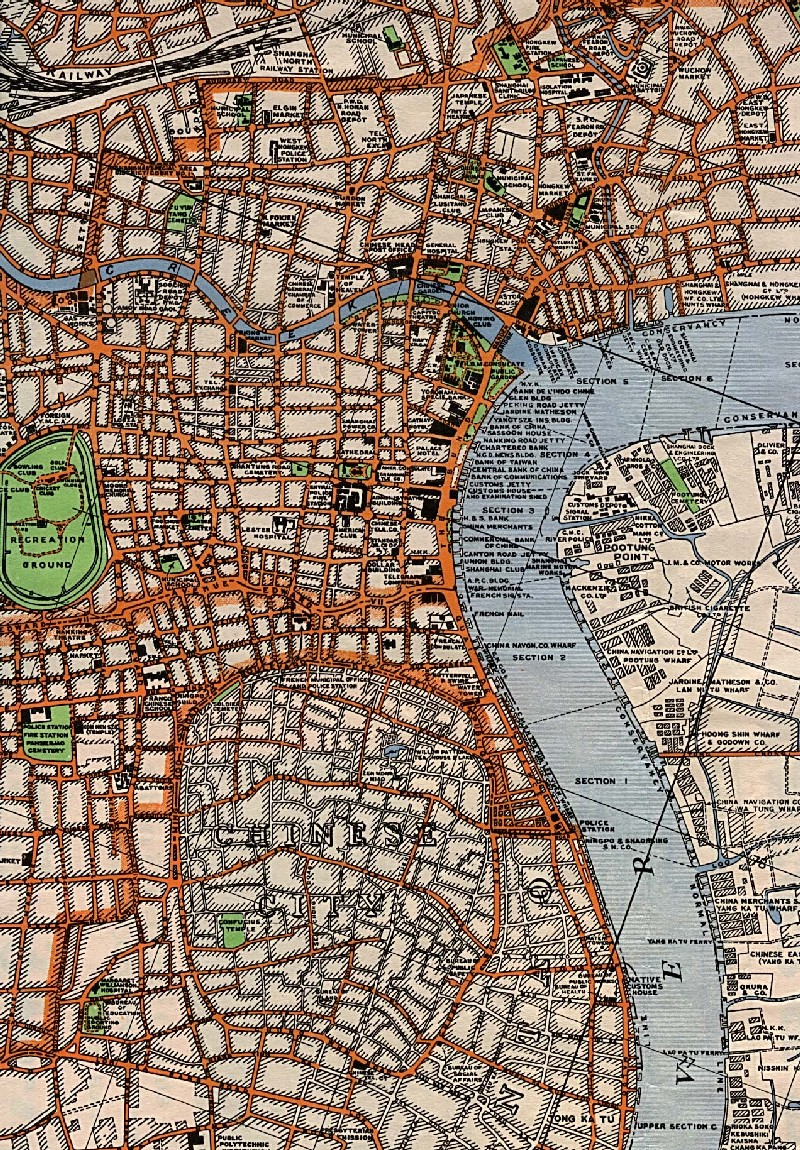
1933年的上海地图，图左侧绿色部分为当时的马会赛道和板球球场

上海最早有记录的板球比赛发生在1858年4月22日的虹口。1863年，上海运动事业基金董事会（Shanghai Recreation Fund）从跑马会买下第一座板球球场。位于马会赛道中央的球场如今已成为南京路和江西路交汇的人民广场和人民公园。
上海拍球總會与香港木球会（Hong Kong Cricket Club）之间的埠际比赛始于1866年，之后延续成为一项主客场制的系列赛。埠际系列赛在人民解放军解放上海之前的1948年中断。總會在中华人民共和国共产党政府禁止赌博和赛马后关闭。

### 重建
在上海板球爱好者的努力和香港木球会同玛丽勒本板球俱乐部（Marylebone Cricket Club）帮助之下，上海板球俱乐部于1994年建立。首届俱乐部主席和会长分别是理查德·格雷厄姆（Richard Graham）和印度总领事苏博拉·苏博拉玛尼亚姆（Subra Subramaniam）。
俱乐部自1997年五月起举办上海国际六人制板球赛（Shanghai International Sixes），该项赛事从1999年开始，成为一项年度比赛。俱乐部在2001年搬到了位于浦东金桥的球场。

## 俱乐部
目前俱乐部内部联赛分为三个级别——超级联赛（Premier League）、冠军联赛（Championship）和初级联赛（Development League）。每级联赛各有5支队伍组成，超级联赛赛制为40轮，冠军联赛赛制为25轮，初级联赛赛制为20轮的二十20。2009年赛季的各队名称如下：
- Santa Fe Premier League (Division 1) 
  - DPR Hot Dogs
  - Devils CC
  - Bashers CC
  - Pudong CC
  - Hangzhou CC

- Santa Fe Championship (Division 2) 
  - DPR Hot Dogs
  - Pudong CC
  - Bashers CC
  - Dulwich Knights Seniors
  - Devils CC

- Development League (Division 3) 
  - Dulwich Knights Juniors
  - DPR Hot Dogs
  - Zhengfa University（华东政法大学队）
  - Tongji University （同济大学队）
  - Fudan University （复旦大学队）

俱乐部代表队被称作上海龙队（Dragons），女队则名为珍珠队（Pearls）。除了1997年开始举办的国际六人制赛事外，俱乐部还提供室内比赛和适合初学者的课程。
上海板球俱乐部同上海橄榄球俱乐部（Shanghai Rugby Football Club）共享球场和会员资格，球场则是租用上海德威学校和上海英国国际学校（BISS）的场地。